# Orrouer
Orrouer är en kommun i departementet Eure-et-Loir i regionen Centre-Val de Loire strax norr om centrala Frankrike. Kommunen ligger i kantonen Courville-sur-Eure som tillhör arrondissementet Chartres. År 2022 hade Orrouer 282 invånare.

## Befolkningsutveckling
Antalet invånare i kommunen Orrouer
Referens:INSEE